# Microstylum oberthürii
Microstylum oberthürii är en tvåvingeart som beskrevs av Wulp 1896. Microstylum oberthürii ingår i släktet Microstylum och familjen rovflugor. Inga underarter finns listade i Catalogue of Life.